# Miribel-et-Château-Bernard
Ancienne commune de l'Isère, la commune de Miribel-et-Château-Bernard a été supprimée en 1822, au profit de deux nouvelles communes qui sont créées sur son territoire :
- Château-Bernard
- Miribel-Lanchâtre